# Мессьє 48
Мессьє 48 (також відоме як М48 та NGC 2548) є розсіяним скупченням в сузір'ї Гідри.

## Історія відкриття
Скупчення було відкрито Шарлем Мессьє 19 лютого 1771.

## Цікаві характеристики
Передбачуваний вік скупчення приблизно 300 мільйонів років.

## Спостереження

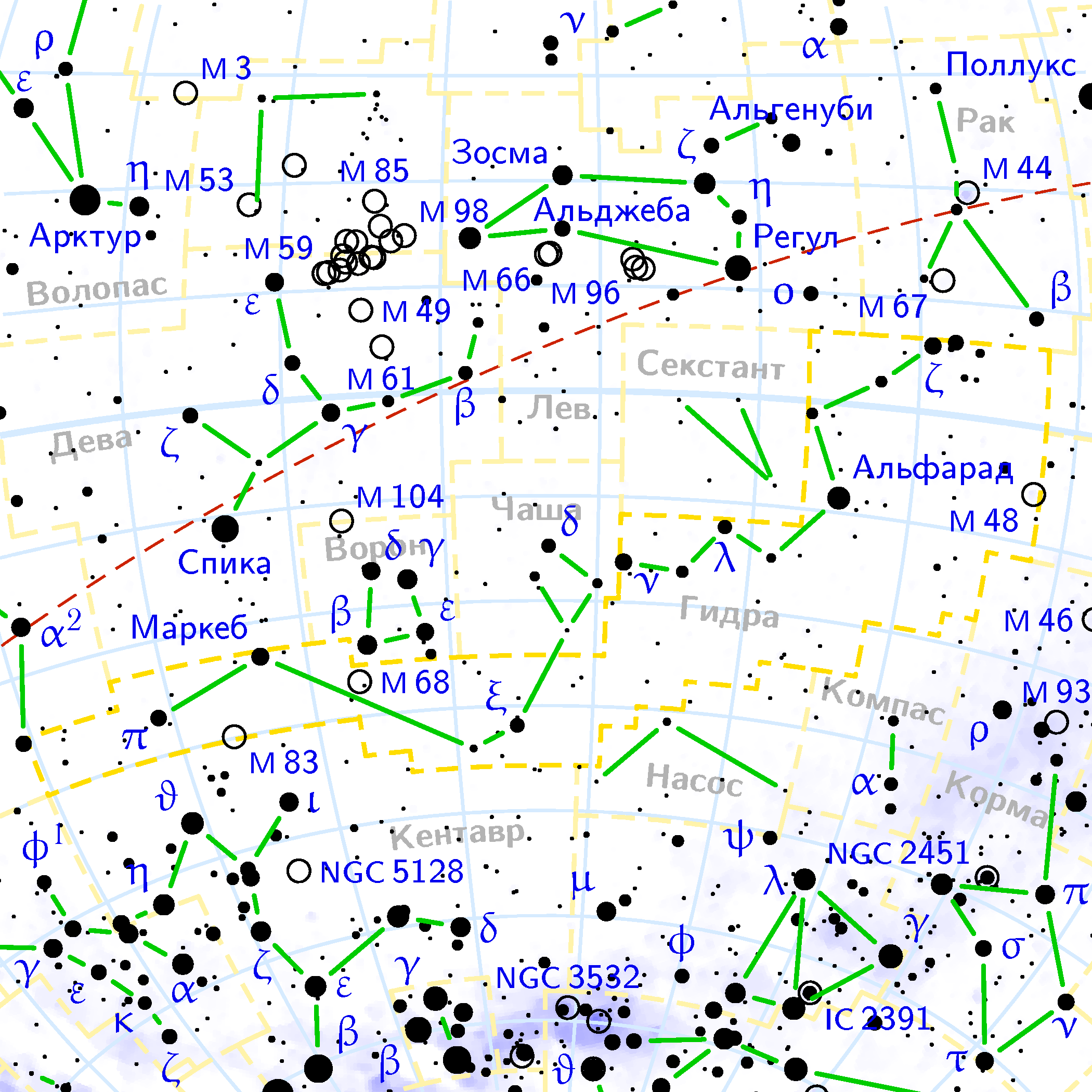
Розсіяне скупчення M48 в сузір'ї Гідри

Це багате зірками скупчення розташоване на західному кордоні сузір'я Гідри. Найкращий час для спостережень — зима. У хороших умовах воно може бути відмічено неозброєним оком як південна вершина рівнобедреного трикутника з основою із зірок 2 Гідри і ξ Єдинорога.
У польовий бінокль чи шукач телескопа в скупченні видно десяток зірок на тлі дифузного світіння. У телескоп невеликий (100—127 мм) апертури скупчення майже повністю розпадається і при помірному збільшенні (50-60х) заповнює все поле зору півсотнею зірок. Найяскравіші з них (жовтуваті і білі) утворюють фігуру, що нагадує бумеранг, що перетинає площу скупчення. У телескоп більшої апертури можна нарахувати до 80 зірок — членів скупчення.

### Сусіди по небу з каталогу Мессьє
- М67 — (на північний схід, в Раку) розсіяне скупчення із величезної кількості неяскравих зірок;
- М50 — (на захід, на південному кордоні Єдинорога) компактне скупчення області зимового Чумацького Шляху;
- М46 і М47 — (на південний захід) пара цікавих скупчень у північній частині Корми;

### Послідовність спостереження в «Марафоні Мессьє»
… М46 → М47 →М48 → М67 → М44 …

## Навігатори
Координати:  08г 13.7м 00с, −05° 45′ 00″